# Tuojiangosaurus
Tuojiangosaurus la một chi khủng long stegosauria, chúng ăn thực vật và là một phần một nhóm động vật ăn cỏ của kỷ Jura, được tìm thấy chủ yếu ở bán cầu đông, chủ yếu là Tứ Xuyên, Trung Quốc.